# Aarbach (Jagst)
Der Aarbach ist ein Bach im baden-württembergischen Landkreis Schwäbisch Hall, anfangs innerhalb des Stadtgebiets von Crailsheim, dann mal diesseits, mal jenseits an dessen Grenze zur Gemeinde Satteldorf. Nach etwa 2 km langem Lauf ungefähr nach Westen mündet er bei der Heldenmühle von Satteldorf von rechts in den beginnenden Mittellauf der Jagst.

## Geographie

### Verlauf
Der Aarbach beginnt seinen Lauf in der flachen und feuchten Wiesenflur Egelsee etwa einen Kilometer südöstlich des Wohnplatzes Fallteich von Crailsheim und etwa 0,4 km nordnordöstlich der Hindenburgeiche auf dem Crailsheimer Kreckelberg. Dort laufen auf etwa 446 m ü. NHN zwei recht kurze, gerade gezogene Entwässerungsgräben zusammen, von deren Treffpunkt an der Aarbach nordwestlich und zunächst in einem nur von Seggen bestandenen Wiesengraben abläuft. Der rechte der Oberlaufäste beginnt weniger als 50 Meter östlich an einem über 0,1 ha großen, künstlich angelegten und baumumstandenen Tümpel am Westfuß des Eichwaldes.
Am recht geraden Grabenlauf setzt nach knapp hundert Metern eine Begleitgalerie aus Bäumen ein, an welche nach zweihundert Metern linksseits Äcker stoßen, neben denen der Lauf sich nun leicht windet. Einen Viertelkilometer weiter kreuzt die von Crailsheim im Südwesten über den Kreckelberg nach Beuerlbach führende Straße den danach mehr westlich weiterlaufenden Bach, dessen Galerie nun dünner wird, bis diese schließlich etwas vor einem alten, großteils baumüberwachsenen Steinbruch ganz aussetzt.
Neben diesem wendet sich der Bach auf künftig westlichen bis westsüdwestlichen Lauf und unterquert zwischen entfernt stehenden Häusern des Wohnplatzes Fallteich mit der Straßenanschrift Blaufeldener Straße auf etwa 420 m ü. NHN die dort noch nahe gebündelten Bahnstrecken Crailsheim–Nürnberg und Crailsheim–Königshofen sowie zwischen beiden die B 290. 
Das Tal tieft sich nun stärker ein und in diesem zieht die von der Bundesstraße abgehende Nord-West-Tangente von Crailsheim, seit deren Bau der dort meist wenig Wasser führenden Bach stark verändert und begradigt ist und anfangs in einer künstlich angelegten Hecke an der Nordseite der Straße läuft, unter dem Vereinsgelände von Dampfbahnfreunden am linken Hang. Er wird von der Anfahrt zum Steinbruch an der Heldenmühle gequert, fließt dann unter Bäumen zwischen einem im Süden angrenzenden Crailsheimer Anwesen und den Steinbruchgebäuden der Satteldorfer Heldenmühle im Norden hindurch und dann auf etwa 393,4 m ü. NHN von rechts in die Jagst ein, die ungefähr dort ihren Mittellauf im Muschelkalk beginnt.
Der Aarbach mündet nach etwa 2,0 km langem Lauf mit mittlerem Sohlgefälle von etwa ca. 26 ‰ rund 53 Höhenmeter unterhalb seines Wiesenursprungs.
Zum Aarbach liefen nach einer älteren topographische Karte aus der ersten Hälfte des 20. Jahrhunderts damals von Süden her ein Grabenzufluss vor der Beuerlbacher Straße im Gewann Vögelessee und danach ein Quellabfluss im Gewann Krappenäcker, beide recht kurz und unbeständig, von denen aber in den inzwischen flurbereinigten Flächen nichts mehr zu sehen ist.

### Einzugsgebiet
Der Aarbach hat ein 1,7 km² großes Einzugsgebiet, das naturräumlich fast ganz im Unterraum Crailsheimer Bucht der Hohenloher und Haller Ebene liegt und nur mit einem kleinen Randzwickel im Südosten im Unterraum Crailsheimer Haardt am Abhang eines Westsporns der Südlichen Frankenhöhe. Der höchste Punkt liegt nahebei an der Ostspitze des Gebietes auf dem Hermannsberg und erreicht etwa 473 m ü. NHN. Dort am Spornhang steht etwas Wald, während im übrigen offenen Einzugsgebiet die Äcker gegenüber den vor allem am Lauf liegenden Wiesen dominieren.
Der überwiegende Teil des Einzugsgebietes liegt in der zentralen Stadtteilgemarkung von Crailsheim und nur etwa ein Achtel seiner Fläche rechtsseits des Unterlaufs im Gemeindegebiet von Satteldorf. Die Besiedlung ist gering, sie umfasst wenige Häuser des Crailsheimer Wohnplatzes Fallteich beidseits des Mittellaufs, ein großes Crailsheimer Gewerbegebäude auf dem linken Hang des Unterlaufs und ein mündungsnahes Anwesen Crailsheims linksseits an der Mündung, gegenüber den Steinbruchgebäuden deŕ Satteldorfer Heldenmühle außerhalb. Auf dem rechten Hang des Mittellaufs steht der Satteldorfer Schummhof.
Reihum grenzen die Einzugsgebiete der folgenden Nachbargewässer an:
- Im Norden fließt der Kreuzbach als nächster rechter Zufluss des Flusses der Jagst zu, der an seinem Oberlauf im Nordosten Kühnbach genannt wird;
- im Südosten liegt das Quellgebiet des Breitenseebachs, der über den Trutenbach oberhalb des Aarbachs im Siedlungsgebiet des zentralen Crailsheim zur Jagst entwässert;
- im Süden liegt vor dem Trutenbach Stadtgebiet von Crailsheim ohne heute offenen Gewässerlauf; von einem früheren rechten Jagstzufluss dort ist nur der kleine Schwanensee an der Schillerstraße erhalten geblieben.[3]

### Zuflüsse und Seen
Der Aarbach hat außer recht kurzen Weg- und Entwässerungsgräben heute keine offene Zuflüsse mehr. Der rechte Oberlaufgraben entwässert einen etwas über 0,1 ha großen baumumstandenen Tümpel ganz im Osten des Gewanns Egelsee vor dem Waldhang des Eichwalds. Eine halbhektargroße Waldinsel weniger als 200 Meter linksseits des obersten Grabenlaufs birgt einige zeitweise trockenliegende Kleintümpel, die heute anscheinend ohne offenen Abfluss sind.

## Geologie
Im obersten Einzugsgebiet steht Gipskeuper (Grabfeld-Formation) an, in dem es am Fuß des Eichwaldes einige flache Dolinen gibt. In der Bachmulde setzt dann etwa ab der querenden Beuerlbacher Straße am Lauf Lettenkeuper (Erfurt-Formation) ein, der sich anschließend seitwärts ausbreitet.
Die lange Crailsheim-Kirchberger Verwerfung, die im weiteren Verlauf etwa nordwestwärts meist linksseits des Jagsttaleinschnittes zieht, beginnt im linksseitigen Einzugsgebiet des Aarbachs und versetzt dort ab der Beuerlbacher Straße Gipskeuper an der Außenseite zu Kreckelberg und Karlsberg hin gegen Lettenkeuper näher am Bachlauf; die Hochscholle liegt also im Nordosten. 
Die Störung kreuzt die Bahnlinie und quert danach schräg das Unterlauftal, wo sie dann Lettenkeuper linksseits gegen noch tieferen Oberen Muschelkalk versetzt, der im nördlich anschließenden Steinbruch an der Heldenmühle abgebaut wird. Sie quert danach bei dieser die Jagst, weshalb das Flusswasser dort um die Wende vom 19. zum 20. Jahrhundert bei geringer oder mäßiger Wasserführung größtenteils im Untergrund versank und die Jagst unterhalb der Mühle zunächst kaum mehr Wasser führte. Auf die Beschwerden von Müllern unterhalb am Lauf hin wurde die Versickerungsstelle im frühen 20. Jahrhundert ausbetoniert.
Weiter aufwärts liegt bei Fallteich rechtsseits am Mittellauf die Grube eines schon lange aufgelassenen Steinbruchs, in dem eine bis zu acht Meter hohe Abbauwand mit Bänken des dort in Flutfacies abgelagerten Hauptsandsteins des Lettenkeupers steht, eines früher beliebten Werksteins.
Die erwähnten triassischen Schichten sind stellenweise durch viel jüngere holozäne überlagert, so gibt es im obersten Einzugsgebiet noch vor dem einsetzenden Bachlauf Altwasserablagerungen und ein Schwemmlandband folgt fast überall dem Bachlauf, in welches im oberen Einzugsgebiet auch von der Seite einige kürzere Bänder aus Nebenmulden einmünden.

## Schutzgebiete
Die linksseits des Grabenoberlaufs liegende Waldinsel mit kleinen Tümpeln ist als Naturdenkmal Egelsee ausgewiesen, der Sandsteinbruch bei Fallteich als Naturdenkmal Fallteich, auf dessen Grund heute ein kleiner Tümpel liegt; letzter ist unter etwas anderem Namen auch Geotop.
Drei Landschaftsschutzgebiete reichen ins Einzugsgebiet herein. Im Süden hat der Nordabhang des Kreckelberg, Karlsberg (Galgenberg) mit Weinberg und Breitsee einen recht großen Anteil, während ein Zwickel von Kühnbachtal oberhalb Beuerlbach mit Hermannsberg an seiner Ostapitze und das nördlichste Stück von Jagstufer Heldenmühle bis zur Tiefenbacher Straße an der Mündung recht kleine haben.
Ein schmaler Randstreifen des Naturschutzgebietes Crailsheimer Eichwald ragt über die südöstliche Wasserscheide herein.

## Tourismus
Der Europäische Fernwanderweg E8 quert von Rothenburg ob der Tauber im Norden und zuletzt das Jagsttal herauf kommend nahe der Heldenmühle das Unterlauftal des Aarbachs. Etwas außerhalb der Wasserscheide beim Neuen Crailsheimer Friedhof knickt er nach Osten ab und steigt dann über Karlsberg, Kreckelberg und Hermannsberg auf der linken Wasserscheide des Aarbachs ostwärts die Crailsheimer Hardt hinauf, er führt danach weiter nach Dinkelsbühl. Südwärts bis zum Friedhof ist er mit einem Jakobsweg sowie dem Main-Donau-Bodensee-Weg (Hauptwanderweg 4) des Schwäbischen Albvereins gebündelt.

### LUBW
Amtliche Online-Gewässerkarte mit passendem Ausschnitt und den hier benutzten Layern: Lauf und Einzugsgebiet des Aarbachs

Allgemeiner Einstieg ohne Voreinstellungen und Layer: Daten- und Kartendienst der Landesanstalt für Umwelt Baden-Württemberg (LUBW) (Hinweise)
1. 1 2 3  Höhe nach dem Höhenlinienbild auf dem Hintergrundlayer Topographische Karte.
2. ↑  Länge nach dem Layer Gewässernetz (AWGN), ergänzt um ein kleines, auf der Gewässerkarte nicht berücksichtigtes Anfangsstück, das auf dem Hintergrundlayer Topographische Karte abgemessen wurde.
3. ↑  Einzugsgebiet nach dem Layer Basiseinzugsgebiet (AWGN).
4. ↑  Natur teilweise nach dem Layer Geschützte Biotope.
5. ↑  Seefläche nach dem Layer Stehende Gewässer.
6. ↑  Dolinen im obersten Einzugsgebiet nach dem Layer Geschützte Biotope.
7. ↑  Schutzgebiete nach den einschlägigen Layern.

### Andere Belege
1. ↑  Höhe nach blauer Beschriftung auf dem Layer WMS LGL-BW Topographische Freizeitkarte 1:25.000 auf: Geoportal Baden-Württemberg (Hinweise)
2. ↑  Abfluss-BW - Daten und Karten
3. 1 2  Frühere Gewässer nach:
  - Meßtischblatt 6826 Crailsheim von 1938 in der Deutschen Fotothek
4. ↑  Die Crailsheim-Kirchberger Verwerfung ist bei
  - Hans Mattern: Das Jagsttal von Crailsheim bis Dörzbach. Baier BPB Verlag, Crailsheim 1995, ISBN 3-929233-04-5, S. 87, 42 (Fußnote), 123 ff.

noch ausgiebiger behandelt.
5. 1 2  Geotopsteckbrief des aufgelassener Sandsteinbruchs bei Fallteich, abgefragt auf dem Server des Landesamtes für Geologie, Rohstoffe und Bergbau am 21. Juli 2023
6. ↑  Geologie nach den Layern zu Geologische Karte 1:50.000 auf: Mapserver des Landesamtes für Geologie, Rohstoffe und Bergbau (LGRB) (Hinweise)